# Football Club Nouadhibou
Maillots
Actualités
Le Football Club de Nouadhibou (en arabe : نادي نواذيبو لكرة القدم), plus couramment abrégé en FC Nouadhibou, est un club mauritanien de football fondé en 1999 et basé à Nouadhibou, dans le nord du pays.

## Histoire
Ce club est créé en 1999 pour suppléer à un manque de représentant sportif de la ville; à l'époque, capitale économique de la Mauritanie. Un groupe de jeunes dont Aziz Boughourbal, Hanine Boughaleb et Ahmed Yahya Ould Abderrahmane (premier président du club) décident alors de créer un club avec comme objectif d'avoir une formation qui permette de représenter le football mauritanien au niveau national mais aussi continental. Le club s'engage en Deuxième Division lors de la saison 1999-2005
Depuis sa création, le FC Nouadhibou a gagné le Championnat de Mauritanie, onze fois, en 2001, 2002, 2011, 2013, 2014 et de 2018 à 2023. Il a également remporté la Coupe de Mauritanie à quatre reprises, en 2004 (1-0 contre l'ASC Ksar), en 2008 (1-0 contre l'ASC Nasr de Sebkha), 2017 et 2018.
Lors de la saison 2019-2020, le FC Nouadhibou devient la première équipe mauritanienne de l'histoire à participer à la phase de groupes de la Coupe de la Confédération. Le club est l'un des meilleurs de Mauritanie, et sans doute le meilleur en ce qui concerne ses aspects organiques car il dispose de toutes les infrastructures des grands clubs africains (centre de formation de haut niveau, logement et des équipements de perfectionnement tels que les salles de musculations, des piscines…).

## Palmarès
| Compétitions nationales |
| --- |
| \| - Championnat de Mauritanie (13) : - Champion : 2001, 2002, 2010-11, 2012-13, 2013-14, 2017-18, 2018-19, 2019-20, 2020-21, 2021-22, 2022-23, 2023-24, 2024-25 - Coupe de Mauritanie (5) : - Vainqueur : 2004, 2008, 2017, 2018, 2023. - Coupe de la Ligue (2) : - Vainqueur : 2013-14 et 2018-19. - Supercoupe de Mauritanie (3) : - Vainqueur : 2011, 2013 et 2018. - Finaliste : 2014 et 2017. \| |
| - Championnat de Mauritanie (13) : - Champion : 2001, 2002, 2010-11, 2012-13, 2013-14, 2017-18, 2018-19, 2019-20, 2020-21, 2021-22, 2022-23, 2023-24, 2024-25 - Coupe de Mauritanie (5) : - Vainqueur : 2004, 2008, 2017, 2018, 2023. - Coupe de la Ligue (2) : - Vainqueur : 2013-14 et 2018-19. - Supercoupe de Mauritanie (3) : - Vainqueur : 2011, 2013 et 2018. - Finaliste : 2014 et 2017.       |

## Personnalités du club

### Présidents
- Ahmed Yahya (1999-2010)
- Moulaye Abdel Aziz Boughourbal (2000-2010-...)

### Entraîneurs
- Moudi Mbodj
- Moussa Kassoum
- Merzak Boumaraf (2007-2009)[2] (Saadna Med Lemine)
- Njouya Mauril Mesack
- Zelfani Yamen
- Moustafa Sbaa (Yacoub Fall)
- Njouya Mauril Mesack
- Santiago Martinez
- Njouya Mauril Mesack
- Amir Abdou[3]
- Wissem Maaref

## Supporters
Le FC Nouadhibou bénéficie d'une grande popularité dans le pays surtout dans la capitale Nouakchott et à Nouadhibou.

## Galerie

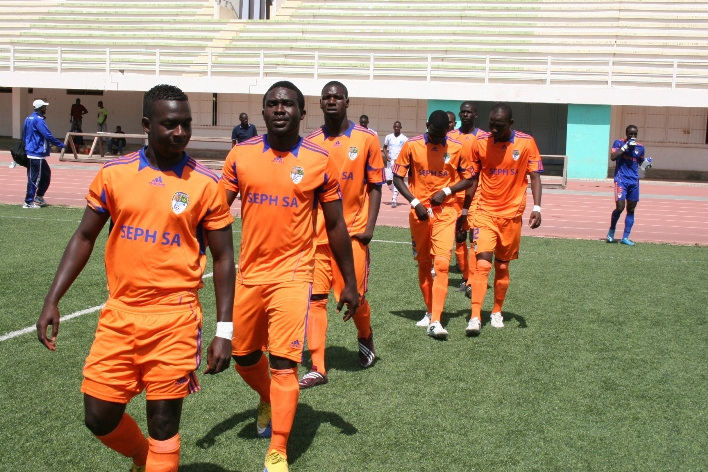
Le FC Nouadhibou au Stade Olympique de Nouakchott en 2011